# Meromyzobia brasiliensis
Meromyzobia brasiliensis is een vliesvleugelig insect uit de familie Encyrtidae. De wetenschappelijke naam is voor het eerst geldig gepubliceerd in 1971 door Subba Rao. Zoals de wetenschappelijke naam doet vermoeden komt deze soort voor in Brazilië. 